# دوتاکی
دوتاکی (به بلغاری: Devetaki) یک منطقهٔ مسکونی در بلغارستان است که در شهرستان لووچ واقع شده‌است.